# Scoparia idiogama
Scoparia idiogama là một loài bướm đêm trong họ Crambidae.